# Kleisti (Riga)
Kleisti est un voisinage du district de Kurzeme à Riga en Lettonie.

## Géographie
Le quartier de Kleisti est situé dans la partie nord-ouest de Riga. 
Il borde les quartiers de Rītabuļļi, Bolderāja, Spilve, Imanta et à l'ouest avec la municipalité de Babītes du comté de Mārupe et de Jurmala. 
Les limites du quartier de Kleistu sont la frontière de la ville, Buļļupe, Kleistu iela, Apakšgrāvja iela, la ligne de Zasulauks à Bolderāja (lv) et Kurzemes prospekts.
La superficie totale du quartier Kleisti est de 18,730 km2 et, en termes de superficie, c'est le plus grand quartier de la ville de Riga, dépassant trois fois l'indicateur moyen de la superficie des quartiers. 
La majeure partie de la superficie du quartier est couverte de forêts et de prairies. 
La longueur du périmètre du quartier est de 24 520 mètres.
Malgré sa vaste superficie, Kleisti est une zone peu peuplée et isolée de Riga. La partie nord du quartier est occupée par des forêts et la dune de Bolderāja. La partie nord-est de Kleisti, qui borde la ville de Jurmala et l'un des quartiers les plus isolés près de Riga, Vārnukrog, est particulièrement peu peuplée. La partie centrale du quartier se compose de prairies non entretenues, ainsi que d'un ensemble de maisons individuelles, Spilves pljavas. La zone compte un vaste réseau de canaux et de fossés.

## Transports
- Bus: 	 13, 36, 56